# Liste der Einträge im National Register of Historic Places im Starr County
Die Liste der Registered Historic Places im Starr County führt alle Bauwerke und historischen Stätten im texanischen Starr County auf, die in das National Register of Historic Places aufgenommen wurden.

## Aktuelle Einträge
| Lfd. Nr. | Name                                                     | Bild | Datum der Eintragung | Adresse/Lage                                                                    | Ort             | ID       | Beschreibung |
| -------- | -------------------------------------------------------- | ---- | -------------------- | ------------------------------------------------------------------------------- | --------------- | -------- | ------------ |
| 1        | Fort Ringgold Historic District                          |      | 26. März 1993        | Rio Grande City School grounds, 1/4 mi. SE of jct. of US 83 and TX 755          | Rio Grande City | 93000196 |              |
| 2        | Fred and Nell Kain Guerra House                          |      | 6. Dez. 2005         | 800 Blk. W Main                                                                 | Rio Grande City | 05001400 |              |
| 3        | LaBorde House, Store and Hotel                           |      | 29. Mai 1980         | 601 E. Main St.                                                                 | Rio Grande City | 80004149 |              |
| 4        | Mifflin Kenedy Warehouse and Old Starr County Courthouse |      | 8. Juli 2005         | 200 Blk. W. Water St.                                                           | Rio Grande City | 05000657 |              |
| 5        | Rio Grande City Downtown Historic District               |      | 8. Juli 2005         | Roughly bounded by N. Corpus, E. Wimpy, N. Avasolo and E. Mirasoles             | Rio Grande City | 05000656 |              |
| 6        | Roma Historic District                                   |      | 31. Juli 1972        | Properties along Estrella and Hidalgo Sts. between Garfield St. and Bravo Alley | Roma            | 72001371 |              |
| 7        | Roma-San Pedro International Bridge                      |      | 23. März 1984        | SW of Hidalgo St. and Bravo Alley                                               | Roma-Los Saenz  | 84001959 |              |
| 8        | Silverio de la Pena Drugstore and Post Office            |      | 2. Sep. 1980         | 423 E. Main St.                                                                 | Rio Grande City | 80004150 |              |
| 9        | Yzaquirre-Longoria House                                 |      | 22. Dez. 2005        | 107 W. Water St.                                                                | Rio Grande      | 05001462 |              |